# GT Водолея
GT Водолея (лат. GT Aquarii) — одиночная переменная звезда в созвездии Водолея на расстоянии (вычисленном из значения параллакса) приблизительно 16373 световых лет (около 5020 парсеков) от Солнца. Видимая звёздная величина звезды — от +14,6m до +13,5m.

## Характеристики
GT Водолея — жёлто-белая пульсирующая переменная звезда типа RR Лиры (RRAB) спектрального класса F. Эффективная температура — около 6345 К.